# La Bohémienne (Visscher)
Pour les articles homonymes, voir La Bohémienne.
La Bohémienne est une gravure de l'artiste néerlandais Cornelis Visscher créée en 1656.
Cette gravure témoigne du talent de dessinateur de Cornelis Visscher.

## Contexte
Cornelis Visscher compose La Bohémienne en 1656, alors qu'il est établi à Amsterdam depuis peu. Cette gravure s'adresse à un public de collectionneurs.

## Iconographie
Joanna S. Seidenstein a récemment suggéré que le modèle était une figure féminine assise dans l'estampe du Diseur de bonne aventure gravée par Andries Stock d'après Jacob de Gheyn le Jeune. Cependant, cette figure féminine évoque davantage certaines figures de Pierre Paul Rubens ou de Jacob Jordaens, plus que celles de Jacob de Gheyn.
Le sujet également été rapproché des adaptations théâtrales de la nouvelle La Petite Gitane de Miguel de Cervantes, jouée dans les années 1640 à Amsterdam, à l'origine de compositions dans les Pays-Bas au XVIIe siècle, sur le thème de la jeune femme née dans une famille noble, enlevée et éduquée par des bohémiens.
La femme à la poitrine opulente, entourée par ses enfants, est un type iconographique de la bohémienne dès le XVIe siècle : on le retrouve ainsi dans le figure féminine qui se tient avec son enfant dans la partie gauche de La Tempête de Giorgione. Certaines de ces représentations peuvent s'apparenter à celles, plus traditionnelles, de la Fuite en Égypte ou de la Vierge à l'Enfant. Vissner utilise cette proximité iconographique pour conférer noblesse et solennité au personnage de la bohémienne.

## Dessins préparatoires

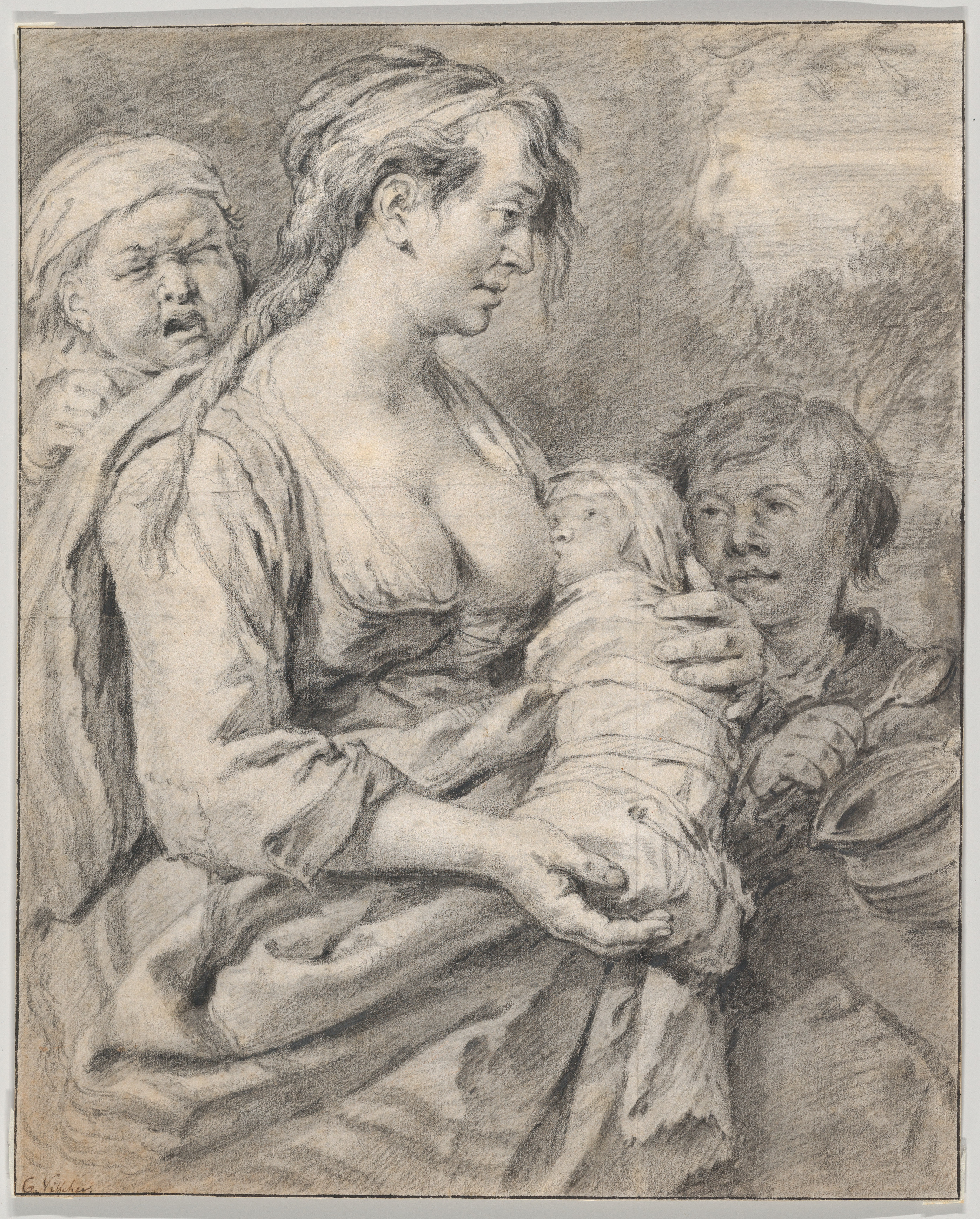
Dessin préparatoire du Metropolitan Museum of Art de New York.

Un premier dessin préparatoire, acquis par le Metropolitan Museum of Art de New York, exécuté à la pierre noire et au lavis gris, porte des marques d'incision laissant supposer qu'il aurait servi au report de la composition sur la plaque. Un second, dans la collection Rothschild du département des arts graphiques du musée du Louvre, présente quelques variantes, dont l'ajout de dents aux deux jeunes enfants, laissant penser que ce dessin aurait servi à apporter quelques modifications à la gravure.
Un troisième dessin, aussi dans la collection Rothschild, présente des similitudes, mais pu être fait pour une gravure jamais exécutée.